# 난징의 강간
《난징의 강간: 제2차 세계대전의 잊혀진 홀로코스트》(The Rape of Nanking: The Forgotten Holocaust of World War II)는 아이리스 장이 난징 대학살에 관해 쓴 논픽션 책이다. 《난징의 강간》으로도 불리며 1997년에 베스트셀러가 되었다. 난징 대학살은 1937년과 1938년 사이에 중일 전쟁 동안 중화민국의 수도인 난징을 일본군이 함락한 이후, 일본군이 자행한 대학살과 잔혹한 범죄 행위를 칭한다. 저자는 난징 대학살에 관한 자료조사를 바탕으로 책을 서술했다. 저자는 책을 통해 일본 정부가 범죄를 부끄러워할 만큼 충분히 사과하지 않았다는 관점을 제시한다. 《난징의 강간》은 난징 대학살을 서구에 처음으로 소개한 영어로 쓰인 중요한 책 중 하나로 평가되며, 여러 언어로 번역되었다. 대한민국에서는 윤치환의 번역으로 미다스 북스에서 《역사는 힘있는 자가 쓰는가 - 난징의 강간, 그 진실의 기록》라는 제목으로 2006년 5월 출판 이후 《역사는 누구의 편에 서는가 - 난징대학살, 그 야만적 진실의 기록》라는 제목으로 개정되어 2014년 4월 재출판되었다.
책은 아이리스 장에게 명성과 논란을 가져다 주었다. 뿐만 아니라 책 자체에 대해서도 대중과 학계로부터 칭송과 비판을 받았다. "일본이 자행한 짓을 서술한 과거의 어떠한 책보다 분명하게 보여주는 책"이라는 긍정적 평가가 있었지만, 반면 "심각하게 결점이 많다", "오해와 경솔한 설명으로 가득하다."라는 부정적 평가도 있었다. 이 책의 업적으로는 난징 대학살 동안 중국시민들을 보호하기 위해 지정된 지역인 난징안전지구(중국어 간체자: 南京安全区, 정체자: 南京安全區, 병음: Nánjīng Anquán Qǖ)를 설립하는데 중요한 역할을 담당했던 욘 라베(John Rabe)와 미니 보트린(Minnie Vautrin)의 일기를 발견한 것을 들 수 있다.
이 책은 AOL 대표이사인 테드 레온시스(Ted Leonsis)로 하여금 난징 대학살에 관한 2007년 다큐멘타리 영화인 《난징 (Nanking)》을 위한 기금을 조성하고, 제작하도록 자극하였다.

## 계기
그녀의 부모는 제2차 세계 대전 당시 중화민국에서 도망쳐, 타이완 섬을 거쳐 미국으로 간 이민자였다. 그녀는 부모로부터 난징대학살 당시 일본인들이 "아이를 반토막이 아닌 세, 네토막으로 토막내었다."는 말을 들었다. 그녀는 《난징의 강간》의 서두에서 "어린 시절, 난징 대학살은 말을 해서는 안되는 악마처럼 마음 속 깊이 묻혀져 있었다."라고 말하였다. 학교에 있는 지역 공공 도서관에서 자료를 찾아 보았음에도 불구하고 아무것도 발견할 수 없자, 그녀는 왜 아무도 난징 대학살에 관한 책을 쓰지 않았는지 궁금했다고 했다.
거의 20년이 지난 후, 난징 대학살에 관한 다큐멘터리 영화를 완성한 제작자들을 알게 된 것을 계기로 난징 대학살은 그녀의 삶 속으로 다시 들어오게 된다. 제작자들 중 한 명은 샤오 추핑(Shao Tzuping)으로 선교사인 존 매기(John Magee)가 찍은 난징 대학살의 현장 영상이 들어간 《매기의 증언(Magee's Testament)》이란 영화를 제작하는 데 도움을 주었다. 다른 제작자는 낸시 통(Nancy Tong)으로 크리스틴 초이(Christine Choy)와 함께 공동으로 중국, 미국, 일본 시민과의 일련의 인터뷰를 담은 《황제의 이름으로 (In The Name of the Emperor)》라는 영화를 제작하고 감독하였다. 샤오와 통과 이야기하기 시작하면서, 그녀는 곧 난징 대학살을 공론화하고 문서화할 필요성을 느끼는 행동주의자들의 모임과 연결되게 되었다. 1994년 12월, 아이리스 장은 캘리포니아주 쿠퍼티노에서 열린 난징 대학살에 관한 콘퍼런스에 참석하였고, 그곳에서 본 것과 들은 것이 《난징의 강간》을 쓰도록 자극하였다. 그녀는 책 서두에서 "그 콘퍼런스에 있는 동안 누군가 세상이 이 대학살을 기억하도록 힘쓰지 않는 한, 생명에 대한 끔찍할 정도의 경시와 인간 사회의 발전에 대한 명백한 퇴보가 한낱 역사책의 주석으로 남아 마치 문제를 일으킬 수도, 없을 수도 있는 컴퓨터 프로그램상의 사소한 문제처럼 다뤄질 지도 모르겠다는 생각이 나를 극심한 공포에 시달리게 했다"라고 말하였다.

## 조사
아이리스 장은 《난징의 강간》을 쓰기 위해서 조사와 자료를 수집하는 데 2년간의 시간을 보냈다. 그녀는 미국에서 난징 대학살 기간 동안에 난징에 있었던 미국인 선교사와 저널리스트, 군사 요원의 일기와 영화, 사진 등 생생한 자료를 발견하였다. 그녀는 난징 대학살에서 살아남은 이들과 인터뷰와 중국인들이 바라보는 관점과, 일본인 퇴역병의 고백을 읽기 위해서 난징으로 갔다. 그러나 장은 일본에서 조사를 하지는 않았으며, 이는 일본이 제2차 세계 대전의 과거를 어떻게 다루었는지에 관한 문맥 안에서, 그녀가 근대 일본을 어떻게 묘사했는가에 대한 비판에 공격받기 쉽게 되었다.
아이리스 장의 조사는 샌프란시스코 크로니클 기사에서 일본군의 침략 기간 동안 생명을 구하기 위해 주도적으로 나선 두 서구인의 일기의 형식을 빌어, 난징 대학살을 주제로 한 "놀라운 발견"이라고 일컬었다. 첫 번째 일기는 독일 나치 당의 일원이자, 비군사지역인 난징안전지구의 지도자였던 욘 라베의 것으로, 그 곳은 난징에서 중국 시민들을 보호하기 위해서 라베와 다른 서구인들이 설치한 것이었다. 다른 일기는 미국의 선교사였던 미니 보트린으로 진링 대학교안에 대피소를 제공하면서, 약 만 명의 여자와 어린 아이의 생명을 살렸다. 이 일기들은 저자의 시점으로 난징 대학살의 사건들을 보고하며, 그들이 보았던 일본군의 잔혹한 행위를 자세히 설명할 뿐만 아니라, 난징안전지구의 둘러싼 환경에 대한 정보를 제공하였다. 아이리스 장은 라베를 난징의 오스카 쉰들러로, 보트린을 난징의 안네 프랑크라 칭했다. 라베의 일기는 800쪽이 넘으며, 난징 대학살의 가장 상세히 묘사한 설명 중 하나를 포함한다. 라베의 일기는 영어로 번역되어, 1998년 랜덤 하우스에서 그 자체로 출간되며, 《난징의 선한 이: 욘 라베의 일기》라 제목이 달렸다. 보트린의 일기는 난징 대학살에 관해 그녀의 개인적인 경험과 감정을 자세히 열거하였다. 그 안에서 초두 부분에 오늘날 이 도시에서 자행되었던 죄악보다 끔직한 범죄는 아마도 없을 것이다.라고 적었다. 이 일기는 보트린과 난징 대학살 동안의 그녀의 역할에 관한 전기를 쓰는 데 자료로 사용되었으며, 휴아링 휴이는 《난징 대학살에서 미국의 여신: 미니 보트린의 용기》란 책을 펴냈다.

## 책
《난징의 강간》은 3단락의 주요부분으로 구성된다. 첫 번째 부분은 난징 대학살에서 일어난 일들에 중점을 두고, 일본군, 중국인 희생자, 중국 시민을 도우려고 노력했던 서구인들 등 세가지 다른 관점에서 이야기가 전개된다. 두 번째 부분은 대학살에 관해 전후의 반응, 특히 미국과 유럽 정부에 반응에 중점적으로 썼다. 세 번째 부분은 아이리스 장이 생각하기에 전쟁이 끝난 뒤 수십 년간 대중의 의식구조에서 대학살에 관한 지식에서 멀어진 환경에 대해 측정하는 것에 중점을 둔다.

### 일본군의 잔혹행위
이 책은 난징 대학살 동안 일어난 살인, 고문, 강간을 상세하게 묘사하였다. 아이리스 장은 산 채로 불태우기, 절단, 방화로 인한 죽음, 얼음에 의한 죽음, 개에 의한 죽음 등 그곳의 시민에게 가해진 모든 종류의 고문을 나열하고 설명하였다. 그 학살에서 살아남은 한 사람의 고백에 기초하여, 아이리스 장은 일본군인의 한 무리 가운데서 누가 더 빨리 죽일 수 있는지 ‘살인 경진 대회’를 묘사하였다. 장은 난징 대학살 기간 동안 일어난 강간에 관하여 쓰기를 "확실히 이는 세계사에서 가장 많은 집단 강간 중 하나였다"라고 적었다. 그녀는 강간을 당한 여성을 약 2만 명에서부터 많게는 8만 명까지 수를 추정하였으며, 비구니를 포함하여 모든 계급의 여성들이 강간당했다고 서술한다. 더욱이 강간은 모든 장소에서 모든 시간에서 벌어졌으며, 젊은 여성 늙은 여성 할 것없이 전부 강간당했다. 심지어는 임산부도 예외일 수가 없으며, 집단 강간 뒤에 일본군들은 때때로 임산부의 배를 갈라서, 여흥을 위해 태아를 잡아째었다. 이 책에 따르면 모든 강간의 희생자들은 여자뿐만 아니라, 남자도 강간당하고, 불쾌한 성행위를 하도록 강요하였다. 일부는 근친상간을 하도록 강요되어서, 아버지가 딸을 강간하고, 남자 형제가 여자 형제를 아들이 어머니를 강간하도록 강요하였다.

### 사망자 수
아이리스 장은 여러 자료에 의거해 측정한 사망자 수를 적었다. 중국 군사 전문가인 리우 팡추는 43만 명으로 추정하였고, 1946년 난징 지역 재판소의 검사와 난징 대학살 기념 홀의 관리들은 적어도 30만 명이 살해되었다고 주장하며, 극동 국제 군사 재판의 심판관들은 26만 명 이상이 살해되었으며, 일본의 역사학자인 후지와라 아키라는 대략 20만 명으로, "체계적으로 계산한 적이 없고, 2월에 난징을 떠났던 욘 라베"는 고작 5만 명에서 6만 명으로 추정하였으며, 일본의 저자 이쿠히코 하타는 사망자가 3만 8천명에서 4만 2천명이라 주장하였다.
이 책은 장쑤 사회과학 아카데미의 역사학자 순 자이웨이의 연구를 다룬다. 1990년 《난징 대학살과 난징의 인구》라는 제목의 논문에서 순은 살해된 총 인원을 377,400이라 측정하였다. 중국인의 무덤수 기록을 사용하면서, 그는 사망자가 227,400를 넘는다고 측정하였다. 그는 일본군 소령인 오타 히사오가 시체 처분을 위한 일본군의 노력에 대해 고백하는 보고서에서 총 십만 오천명을 측정하고 더하여, 총 377,400명이라고 추정하였다.
장은 그 당시 일본인 그들 스스로가 사망자 수가 최대 30만 명일 것이라고 믿었다는 강력한 증거가 있다고 적었다. 그녀는 일본 외무부 재상인 히로타 코키가 난징 대학살이 일어난 첫 번째 달인 1938년 1월 17일 워싱턴 디씨에서 그의 연락책에게 중계한 전갈을 인용하였다. 이 전갈은 "적어도 30만 명의 중국인 시민이 학살되었고, 많은 경우에서 냉혈하게 다루었다는 것을 인지한다.

## 칭송
《난징의 강간》은 미국에서 처음으로 출판된 뒤 50만부 이상이 팔렸으며, 뉴욕 타임즈에 따르면 일반적인 비평적인 칭송을 받았다. 아이리스 장은 즉시 미국내에서 유명인사가 되었다. 그녀는 명예학위를 수여받으며, 난징 대학살에 대해 강의를 하거나 〈굿 모닝 아메리카〉, 〈나이트라인〉, 《짐 레러와 함께한 뉴스시간》 등의 토크쇼에서 토론하는 자리에 초대를 받으며, 뉴욕 타임즈의 인물소개에 오르며, 리더스 다이제스트 표지에 실리기도 하였다. 그 책은 뉴욕타임즈 베스트셀러 목록에서 10주간 있으며, 4개월 동안 12만 5천부 이상이 팔렸다. 힐러리 클린턴은 그녀를 백악관으로 초대하여, 미국의 역사학자인 스티븐 앰브로즈는 "우리가 만난 젊은 역사학자 중 가장 최고일 지도 모른다" 라고 묘사하였으며, 중국계 미국인 협회에서 장을 그 해의 국가의 여성이라 불렀다. 《난징의 강간》의 인기는 긴 책홍보 투어로 촉진하였고, 아이리스 장은 1년 6개월간 65곳의 도시를 방문하였다.
이 책은 뉴스 미디어에서 칭송을 얻었다. 월스트리트 저널은 이 책은 "처음으로 중국의 제국 도시의 붕괴를 넓게 처음으로 측정하였다."아이리스 장이 끔찍한 사건이 벌어진 것에 망각을 솜씨좋게 파헤쳤다라고 말했다. 월간 아틀랜틱은 그 책을‘일본군의 행위를 압도적으로 고발한다’라고 말했다. 시카고 트리뷴은 “그 책은 역사와 도덕적인 질문에 강력한 새 작품이며, 아이리스 장은 폭력의 차원을 정확하게 설명하기 위해서 대단히 주의를 기울였다.”라고 말했다. 필라델피아 인쿼러는 “최근까지 거의 잊혀진 끔직한 사건을 칭찬할 만한 해석이며”, “동물도 일본군이 행동했던 식으로 처신하지 않는다”라고 말했다.
하버드 대학교 역사학 교수인 윌리엄 C. 커크비에 따르면, “아이리스 장은 일본인이 저지른 짓을 고발하는 이전의 어떠한 해석보다 더 분명하게 보여준다. 그리고 제2차 세계대전 동안 수백만의 죄없는 사람들이 유럽에서 학살된 것과 아시아에서 사건을 연결시켰다.”라고 말했다. 하버드 대학교 동아시아 연구소를 위한 페이뱅크 센터의 연구에 관련이 있는 로스 테릴은 “이 책은 학자의 입장에서 놀라운 연구조사이며, 열정을 담은 작품이다”라고 말했다. 예일 대학교 역사학과의 명예교수인 비아트리스 S. 바틀렛 은 “아이리스 장의 난징 홀로코스트에 대한 연구는 제2차 세계대전의 잔혹행위에 대해 새롭고 넓혀진 이야기를 보여주며, 조사를 반영하였다”.라고 말했다.

## 비판
요크 대학교의 캐나다 연구소(Canada Research Chair)의 비평가 조슈아 A. 포겔(Joshua A. Fogel) 은 난징의 강간이 "심각하게 결함이 있으며, 오해와 경솔한 설명으로 가득차있다."라고 주장하였다. 그는 아이리스 장이 왜 그 대학살이 일어났는지 설명하려고 할 때, 비록 도입 부분에 그녀가 "일본인의 성질이나 그러한 행위를 자행할 수 있는 사람들의 일반적인 꾸밈에 대해 칭찬할 생각이 조금도 없다"라고 적었지만, 그녀는 일본인의 '정신상태'를 반복해 언급하는 것에서 그 책이 시작부터 산산조각 난다고 말했다.
스탠퍼드 대학교 역사학과 교수인 데이비드 M. 케네디(David M. Kennedy)는 아이리스 장이 일본인의 성격에 관해서 칭찬할 의도가 없음을 적은 반면, 그녀는 "일본인의 정체성"에 대해서 썼다고 주장하였다. 그녀의 평가에서 무술 경진대회, 사무라이 윤리, 무사도의 공포스러운 전사의 코드로 충만한 피가 흥건함으로 난징으로의 길이 일본 문화의 정수 사이로 흐른다는 추론을 내었다고 지적하였다. 케네디는 분석과 이해보다는 "고발과 분노"가 이 책의 압도적인 동기이며, 비록 분노가 도덕적으로 난징대학살에 필요한 반응이지만, 이 책은 지적으로 불충분하다라고 주장하였다. 그는 아이리스 장의 서구에 무관심에 대한 비난과 일본의 대학살에 대한 거부를 "과장했다"며, 서구세계에서는 실상 그때도 그리고 난징의 강간을 무시한 적이 없으며, 아이리스 장이 일본이 고집스럽게 전쟁기간의 죄악을 인식하기를 거부하고 있으며, 그들 스스로 유감을 표현하도록 했다는 지적이 맞지도 않다고 주장하였다.
세인트 올라프 대학교(St. Olaf College)의 역사학과 교수인 루버트 엔텐만(Robert Entenmann)은 아이리스 장이 제시한 일본의 역사적 배경은 상투적이고 단순하며, 정형화되고, 종종 부정확하다고 비난하였다. 그는 난징대학살을 향한 근대 일본인들의 반응에 대한 아이리스 장의 해석에 관해서, "그녀는 일부 극렬국수주의 극단론자들들과 다른 일본인들 사이의 구별을 못하는 듯 싶으며, 그녀 자신의 민족적인 편견이 그녀의 책에 암암리에 침범하였다"라고 말했다. 아이리스 장의 대학살에 관한 설명은 비판에 열려있다라고 말하며, 장은 그 대학살이 왜 일어났는지 충분히 설명하지 못한다고 평했다.
샌프란시스코 크로니클의 기자인 찰스 부레스(Charles Burress)가 아이리스 장의 책을 비난하는 기사가 1998년 7월에 실렸다. 일본 니혼대학교의 역사학 교수인 하타 이쿠히코(秦郁彦)는 책 속의 11개의 사진이 잘못 제시되거나, 가짜라고 주장하였다. 예를 들어 여자들과 아이들이 일본군들과 다리를 따라 건너는 한 사진에서, "일본군들이 수천명의 여성을 소집하고, 대부분이 집단강간을 당하거나, 군대의 성노예가 되도록 강요되었다."라고 주석을 달았다. 하타는 이 사진이 원래 1937년 일본의 한 신문에 개재된 것으로, 이 사진의 연작의 일부로 일본의 점령기간 동안 중국 마을 사람들의 평화로운 장면을 보여주고 있다고 항변하였다. 부레스는 또한 그 자신의 분석을 제공하면서, 책안에서 보여지는 실수에 대해 지적하였다. 그는 아이리스 장이 인용한 1938년 일본의 외무부 수상에 의해 보내진 비밀 전보는 난징에서 일본 시민들이 적어도 30만 명을 죽였을 것이라는 "강력한 증거"로 인용하는 것은 부정확하다고 말했다. 부레스의 따르면, 죽음을 당한 30만 명의 중국 시민들의 숫자는 실상 영국인 기자에 의해 보내진 전갈로, 난징 뿐만 아니라, 다른 장소에서 살해된 사람수를 포함한 것에서 온 것이라고 말했다. 부레스는 부가적으로 그글을 쓰기 위한 그녀의 동기가 행동주의자로서 그 책을 쓴 것인지, 역사가의 입장에서 쓴 것인지에 여부에 질문을 던지며, 난징의 강간은 그녀의 선고로부터 세상에서 난징대학살이 잊혀지지 않도록 감정적인 자극을 그려냈다고 비판하였다.

### 비판에 대한 아이리스 장의 반응
아이리스 장은 샌프란시스코 크로니클에 편지를 보내 부레스의 비판에 응답하려고 시도했지만, 그 편지는 그 신문사에 실리지 않았다.
그 편지에서 그녀는 부레스의 기사를 그녀 스스로 관계하는 비판을 제시하였다.
아이리스 장은 부레스의 비판이 "극우 일본 평론가들의 억측을 뒷받침할 만한 증거 요구도 없이" 그들의 말을 인용하는 "불온한 경향"이라고 발견하였다. 더욱이 그녀는 부레스가 인용한 참고인인 하타 이쿠히코는 일본에서나 미국에서 명망있는 학자로 여겨지지 않으며, 그가 "극렬우파" 일본 출판지 등에 고정적인 기고자이기 때문이라고 지적하였다. 그러한 극렬우파의 한 일본 출판지는 한 홀로코스트를 부인하는 사람으로부터 기사를 실으며, 독일에서 유태인들을 죽일 때 가스실이 없었다고 주장하였다. 그녀의 부정확한 사진 주석에 관한 부레스의 비판에, 아이리스 장은 그 주석이 잘못되었다는 말다툼에 논박하였다. 그녀는 자신의 책이 일본이 중국을 침략한 공포를 다루고 있으며, ""일본군들이 수천명의 여성을 소집하고, 대부분이 집단강간을 당하거나, 군대의 성노예가 되도록 강요되었다"는 주석은 논박할 수 없는 사실의 두가지 설명을 담고 있다고 반박하였다. 장은 일본 외교부 수상이 보낸 전보의 부정확한 인용이라는 부레스의 주장에 역시 반박하였다. 그녀는 난징에서의 중국인 사상자의 원래 숫자가 한 영국인 기자에게 보고되었지만, 그 수는 그 일본 외교부 수상이 워싱턴 D.C에 그의 연락책에게 보내질 때 인용되었다고 말했다. 그러한 숫자가 일본의 고위 정부관료에 의해 사용되었으며, 아이리스 장은 이는 일본 정부가 중국인 사망자 수를 30만 명으로 인식했음을 드러내는 증거라고 말했다. 마지막으로 그녀는 부레스가 난징 대학살의 범위와 크기에서 주위를 벗어나서, 사소한 부분을 트집을 잡는다면서 이러한 글쓰기는 홀로코스트를 부인하는 사람들의 흔한 수법이라고 비판하였다.

## 아이리스 장의 죽음
《난징의 강간》은 아이리스 장에게 명성을 가져다 주었으며, 중국에서는 그녀가 서유럽 세계에 난징대학살에 관한 인식을 일깨운 점 때문에 좋은 평가를 받았다. 동시에 장은 수많은 협박 편지를, 특히 일본 극우주의자들에게서 받았다. 아이리스 장은 그녀의 차안에서 협박성 쪽지를 발견하고, 그녀의 전화가 도청되었다고 생각했다. 그녀는 자신의 작업에 타당성에 관해 제기되는 질문에 흥분조로 응대하곤 하였다. 아이리스 장의 어머니는 “그 책이 아이리스를 슬프게 만들었다.”라고 말했다. 아이리스 장은 우울증을 겪고, 2004년 8월 “단기 민감성 정신이상”이라고 진단받았다. 아이리스 장은 그녀의 기분을 안정시키기 위해서 약을 복용하기 시작했다. 아이리스 장이 쓰기를

나는 내가 기운을 되찾고, 후에 내가 상상할 수 없는 더 강력한 압력에 박해받더라도 나의 믿음을 결코 흔들린 적이 없다. CIA가 되던, 어떤 다른 조직이던간에 나는 결코 알지 못할 것이다. 내가 살아 있는 한, 이러한 압력들이 사냥개처럼 나를 쫓는 것을 결코 멈추게 할 수 없을 것이다.
그녀는 우울증과 외부 압력의 싸움에 굴복하여, 2004년 11월 자살로 추정되는 죽음으로 생을 마감하였다.
그녀의 사망 이후 캘리포니아주 로스알토스에서 거행된 그녀의 장례식과 동시에 중국에서 난징대학살의 희생자들을 추도하기 위해 난징대학살 장소에 세워진 난징대학살 기념홀에서 대학살의 생존자들에 의해서 추도식이 열렸다. 그 기념홀은 2005년 아이리스 장을 기념하기 위해서 별관이 세워졌다. 미국의 버지니아주 노퍽의 미니 보트린의 기념비가 있는 ‘중국의 정원’에 난징 대학살의 가장 최근의 희생자로서 아이리스 장을 위한 기념비가 추가로 설립되어, 역시 자신의 목숨을 끊었던 보트린과 장과의 비교되게 하였다. 보트린은 난징대학살 기간 동안 여자들과 아이들을 보호하기 위해서 그녀 자신을 혹사하였고, 뒤를 이어 일본인들이 난징을 점령한 동안, 마침내 1940년 신경쇠약을 겪었다. 보트린은 미국으로 돌아와 의학 치료를 받았지만, 일년 뒤 자살하였다.

## 일본에서의 반응
로스앤젤레스 타임즈의 기자 소니 에프론(Sonni Efron) 은 난징에서 대학살이 절대로 일어나지 않았다고 단언하는 일본인 "극렬국수주의자"과 함께, "그 대학살이 일어나긴 했지만, 아이리스 장의 흠이 있는 학문이 그들의 논점을 손상시켰다."라고 우겨대는 일본 문인들에게 비난을 받았다. 리쓰메이칸 아시아·태평양 대학(立命館 アジア·太平洋 大学)의 조교수인 데이드 아스키우(David Askew)는 아이리스 장의 책은 제2차 세계 대전 동안 자행한 범죄 때문에 일제의 지도자들을 심판하기 위해 소환된 재판인 도쿄 재판의 타당성의 발견을 홍보하는 ‘대학살 학파’에게 심각한 일격을 가하는 것을 다뤘다고 말했다. 아스키우는 대학살 학파는 더 많은 사망자 수를 주장한 책을 비난하는 (일반적이지 않는) 위치로 밀려났다고 주장하였다.
이 책은 2007년 12월까지 일본어로 번역되어 출판되지 않았다. 난징의 강간을 출간하려는 일본인 출판사의 계약을 마친 직후 번역을 위한 노력에 문제가 즉각적으로 표면에 떠올랐다. 한 일본의 문인 에이전시는 아이리스 장에게 여러 일본인 학자들이 그 번역을 리뷰하는 것을 거절하였으며, 한 교수는 그의 가족이 정체를 알 수 없는 단체로부터 압력을 받았다는 이유로 뒤로 물러섰다고 알려줬다.
일본학 학자인 이반 P. 홀(Ivan P. Hall)에 따르면, 일본 내에 수정주의 역사학자들이 극우파 학자들을 위한 위원회를 조성하여, 《난징의 강간》을 힐난하기 위해서 도쿄와 일본을 통틀어 외신기자 클럽과 수차례 나타났다. 그들은 그 책을 계약했던 카시와 쇼보를 설복하여, 아이리스 장의 책을 그들이 원하는 대로, 사진들을 지우고 지도를 고치면서 "교정"하며, 아이리스 장의 책을 반박하는 책을 낼 것을 끈질기게 주장했다. 아이리스 장은 책이 수정되는 것에 동의하지 않았고, 그 결과 그 일본 출판사는 책을 출간할 것을 철회하였다. 이후, 《난징의 강간》에 대해 반박하기 위하여 도쿄 대학교의 교육학 교수이자 일본의 우익 단체 새로운 역사 교과서를 만드는 모임의 부회장인 후지오카 노부카쓰(藤岡 信勝)와 아세아 대학(亜細亜大学, 아시아 대학) 지적역사학과 교수인 히가시나카노 슈도(東中野 修道)가 《난징의 강간에 대한 연구》라는 책을 출간했다.
히가시나카노는 난징의 강간의 처음 64페이지에서 90가지의 사실상의 오류를 지적하였으며, 이 중 일부는 1998년 펭귄 출판사 책에서 교정되었다. 가장 실수로 지적되는 것은 예를 들어, 난징의 강간은 서술하기를 250년 동안 일본군 기술은 활과 칼을 뛰어넘도록 개선하는 것에 실패하였다. 그러나 사실 일본은 라이플이 일본에 소개된 직후 자체적으로 그들만의 총을 생산하였다. 또다른 실수로 지적되는 것은 그 책은 매슈 C. 페리(Matthew C. Perry)를 "사령관 매슈 페리"로 일컬었으나, 그는 사실 함대사령관이며, "함대사령관 매슈 페리"로 불려야 한다고 지적하였다. 아이리스 장에 관한 더 이상의 비판으로 히가시나카노는 산케이 신문에 실린 의견난에서 "난징의 강간은 순전히 허튼소리이며, 불법적인 처형이나 살인에 아무런 목격자가 없었으며, 도쿄 재판에 의해 주장된 난징의 강간은 존재하지 않았다."라고 주장하였다.
그러나 한편 히가시나카노와 그의 책, <난징학살의 철저 검증>을 출판했던 덴텐사 (展転社)는 난징대학살 피해자인 샤수친(夏淑琴)이 명예훼손을 이유로 제기한 소송에서 패소하여 400만엔을 지불하라는 판결을 받았다. 도쿄지방재판소는“피고의 원자료 해석은 타당한 것이라고 말하기 어렵고, 학문연구의 성과라고 할 만한 값어치가 없다고 해도 과언이 아니다"라고 판결했다.

## 같이 보기
- 난징 대학살
- 아이리스 장